# ستاره باله (فیلم ۱۹۸۹)
ستاره باله (به انگلیسی: Ballet Star) فیلمی محصول سال ۱۹۸۹ و به کارگردانی پیتر دل مونته است. در این فیلم بازیگرانی همچون جنیفر کانلی، گری مک‌کلری، لورن ترزیف، الیمپیا کارلیزی و چارلز دارنینگ ایفای نقش کرده‌اند.